# Tout le monde ment (série télévisée espagnole)
Ne doit pas être confondu avec Tout le monde ment (téléfilm).
Tout le monde ment (Todos mienten) est une série télévisée espagnole créée et réalisée par Pau Freixas et diffusée le 28 janvier 2022 sur Movistar+.
Cette série est un thriller qui mélange humour noir et éléments parodiques.
En France, elle est diffusée sur Salto, à partir du 2 février 2022.

## Synopsis
Une vidéo montrant les activités sexuelles d'une institutrice avec l'un de ses élèves (et fils de sa meilleure amie) est rendue publique, rompant la tranquillité de Belmonte, un quartier résidentiel fictif sur la côte catalane,. Pour ne rien arranger, un cadavre appartenant à l'un des voisins est découvert près d'une falaise.

## Distribution
- Irene Arcos (VF : Barbara Tissier) : Macarena[5]
- Natalia Verbeke (VFB : Maia Baran) : Ana
- Leonardo Sbaraglia (VFB : Franck Dacquin) : Néstor
- Ernesto Alterio (VFB : Laurent Bonnet) : Diego
- Miren Ibarguren (VFB : Audrey d'Hulstère) : Maite
- Juan Diego Botto (VFB : Michelangelo Marchese) : Sergio
- Eva Santolaria (VFB : Micheline Tziamalis) : Yolanda
- Amaia Salamanca (VF : Barbara Beretta) : Sofía
- Jorge Bosch (es) (VFB : Jean-Philippe Lejeune) : Arturo
- Lucas Nabor (VFB : Maxime Donnay) : Iván
- Carmen Arrufat : Natalia
- Berta Castañé : Lucía
- Marc Balaguer : Óscar
- Lu Colomina : Iris

## Production et sortie
Tout le monde ment (Todos mienten) a été créé et réalisé par Pau Freixas (es)  Produite par Movistar+ en collaboration avec Filmax, la série a commencé à tourner le 5 octobre 2020. La production a travaillé dans différents endroits à Barcelone, Gérone et Tarragone. Composé de 6 épisodes d'une durée d'environ 45 minutes, le tournage s'est terminé en janvier 2021. La série a été présentée au FesTVal en septembre 2021. Il est diffusé pour la première fois en Espagne le 28 janvier 2022 sur Movistar+ . En France, la série est diffusée sur la plateforme Salto à partir du 02 février 2022.